# Heribert Kienberger
Heribert Kienberger (* 12. Februar 1922 in Artstetten (heute Gemeinde Artstetten-Pöbring); † 22. Oktober 1983 in Mayrhofen) war ein österreichischer Politiker (ÖVP) und Landwirt. Er war von 1964 bis 1979 Abgeordneter zum Landtag von Niederösterreich.
Kienberger besuchte die Handelsakademie und schloss diese mit der Matura ab. Er diente zwischen 1940 und 1945 im Zweiten Weltkrieg und wurde 1950 Bürgermeister in Artstetten. Nach der Gemeindezusammenlegung und der Schaffung der Gemeinde Artstetten-Pöbring wurde Kienberger 1966 Bürgermeister der neu geschaffenen Gemeinde, danach war er von 1975 bis 1980 Gemeinderat. Er vertrat die ÖVP zwischen dem 19. November 1964 und dem 19. April 1979 im Niederösterreichischen Landtag und war zudem Obmannstellvertreter des Verbandes ländlicher Genossenschaften sowie Obmann der Niederösterreichischen Viehverwertungsgenossenschaft. Ihm wurde der Berufstitel Ökonomierat verliehen.